# سیاست اعلی و ادنی
سیاست اعلی اموری است که با هستی و بقای خود دولت سروکار دارند؛ از جمله سیاست‌های اعلی می‌توان به امنیت ملی و بین‌المللی اشاره کرد. سیاست اعلی معمولاً در مقابل سیاست ادنی (Low politics) تعریف می‌شود.
برخی مکاتب روابط بین‌الملل، از جمله مکتب واقع‌گرایی (روابط بین‌الملل) بر تفکیک بین سیاست اعلی و ادنی تأکید زیادی دارند در حالی که برخی دیگر از نظریه‌ها این تقسیم‌بندی را نپذیرفته‌اند.